# Duupa
Die Sprache Duupa (ISO 639-3: dae; auch doupa, dupa, nduupa, saa) ist eine Adamaua-Sprache, die in der Kameruner Region Norden gesprochen wird.
Die Sprache ist mit dem Dugun [ndu] verwandt und hat insgesamt 5.000 Sprecher.
Gemeinsam mit den Sprachen Dii [dur] und Dugun bildet das Duupa die Gruppe Dii innerhalb der Duru-Sprachen.